# Tie Qiaosan
Tie Qiaosan (en mandarin) ou Tid Kiu-sam (en cantonais) est considéré comme un maître d'arts martiaux en Chine (1813-1886). Son vrai nom était Liang Kun (en cantonais Leung Kwan). 
Il est né dans la région de Nanhai de la province du Guangdong. On dit que Li Huzi vécut jusqu'à l'âge de cent dix ans. Il a pris Liang Kun en tant que son disciple et lui a enseigné tout son savoir. Quelques sources indiquent que Li Huzi a enseigné à Liang le gongzi fu hu quan (en cantonais gunggee fook fu kuen) et le hu he shuang xing quan (fu hok seung ying kuen). 
Selon la légende il était si fort que même cent personnes ne pouvaient le faire bouger. Grâce à sa vaste connaissance du kung-fu, Liang Kun a créé la forme célèbre tiesi quan (en cantonais tidsin kuen, « le fil de fer »). Les qualifications étonnantes et les nombreux défis de Tie Qiaosan qu'il a gagnés l'ont rendu très célèbre dans la Chine du Sud. Il était également un des Guangdong shi hu (en cantonais Kwungtung sup fu, « les dix tigres du Guangdong »). Les dix maîtres étaient les plus célèbres et les plus respectés. On croit qu'il est mort à l'âge de soixante-treize ans environ et selon quelques sources il a été enterré près de Wanshan par ses étudiants. 